# Christoph Büchel
Christoph Büchel (* 11. September 1966 in Basel) ist ein Schweizer Künstler und  Aktionskünstler.

## Leben und Werk
Büchel beschäftigt sich seit den 1990er Jahren mit Rauminstallationen und Konzeptkunst. Im  September 2008 eröffnete in der Kunsthalle Fridericianum in Kassel seine Ausstellung Deutsche Grammatik. Eine andere Ausstellung war Veranstaltungsort der politica, der „ersten Messe politischer Parteien Deutschlands“. Die Beteiligung der NPD sorgte für den kalkulierten Eklat,  „unter großem Getöse“. Der künstlerische Leiter des Fridericianums, Rein Wolfs, sprach im Zusammenhang mit dem politica-Wochenende bereits vorher von einer „Performance“.

## Weitere Arbeiten (Auswahl)

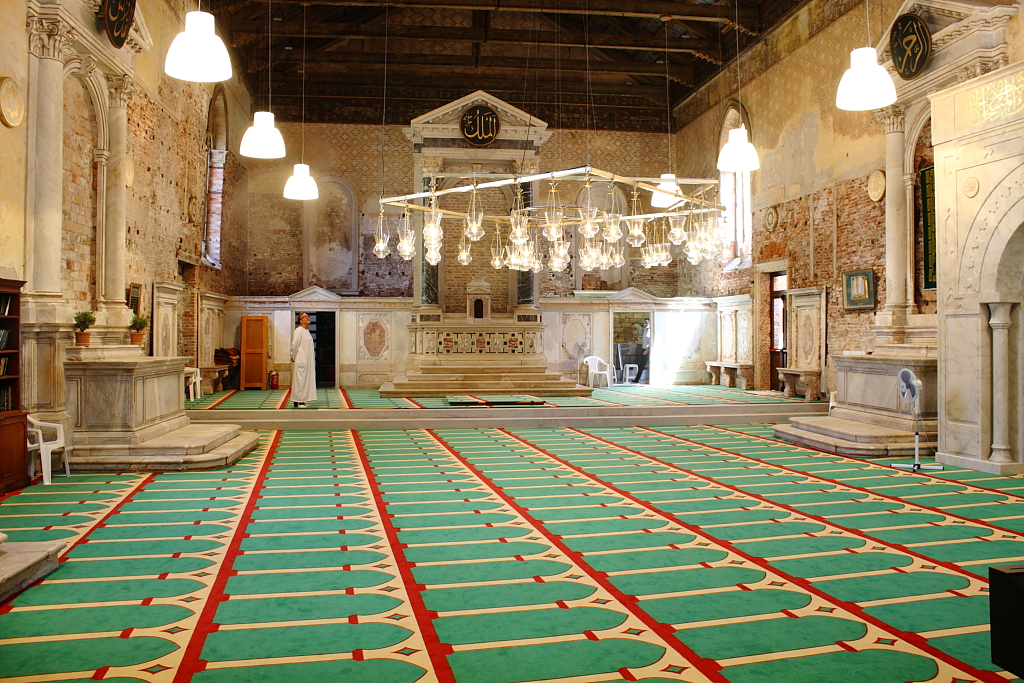
The Mosque (2015)

- Guantanamo Initiative, Biennale in Venedig, gemeinsam mit Gianni Motti (2005)
- Hole in der Kunsthalle Basel (2005)
- Simply Botiful in der Hauser & Wirth Coppermill, London (2006–07)
- Moschee, ein Kunstprojekt empört Venezianer, Biennale in Venedig, isländischer Beitrag 2015.[5]
- Prototypes, erklärt die acht Prototypen der geplanten Grenzmauer zwischen den USA und Mexiko zu einer Land-Art-Ausstellung und fordert mit einer Petition deren Unterschutzstellung als National Monument.[6]
- Barca Nostra, Beitrag zur Biennale in Venedig (2019),[7]